# Tantamani
Tantamani, ook Tandaname (Assyrisch), Tanwetamani (Egyptisch) of Tementhes (Grieks) (664-656 - 653 v.Chr.) was koning van Koesj en de laatste farao van de Koesjitische 25e dynastie van Egypte.

## Biografie
Tantamani was de zoon van farao Shebitku en een neef van zijn voorganger Taharqa. Zijn voornaam was Bakara.
Na de Assyrische inval en de verdrijving van Taharqa hadden de Assyriërs Necho I als enige wettige farao van Egypte aangeduid waardoor de Koesjitische farao's uitgesloten werden van de troon. Als reactie hierop trok Tantamani ten strijde tegen Necho en veroverde hij heel Egypte, waarbij Necho de dood vond.
De Assyrische koning Assurbanipal leidde zijn leger toen naar Egypte om een einde te maken aan de machtsuitbreiding van Tantamani en veroverde Egypte tot Thebe, waar hij Psammetichus I aanstelde als farao.
Desalniettemin had Tantamani nog steeds een sterke invloed over Opper-Egypte tot Psammetichus' vloot in 656 v.Chr. Thebe vreedzaam overnam. Tantamani heerste nu nog slechts over Koesj, waar hij nog 3 jaar tot zijn dood regeerde.
Na Tantamani's regering zouden de Koesjieten geen pogingen meer doen Egypte te veroveren waardoor de 25e Dynastie eindigde.
Als koning van Koesj werd hij opgevolgd door Atlanersa.

## Bouwwerken
- Tantamani bouwde een piramide in El-Kurru[1]
- Er is een standbeeld van hem gevonden in Kerma[2]

## Galerij

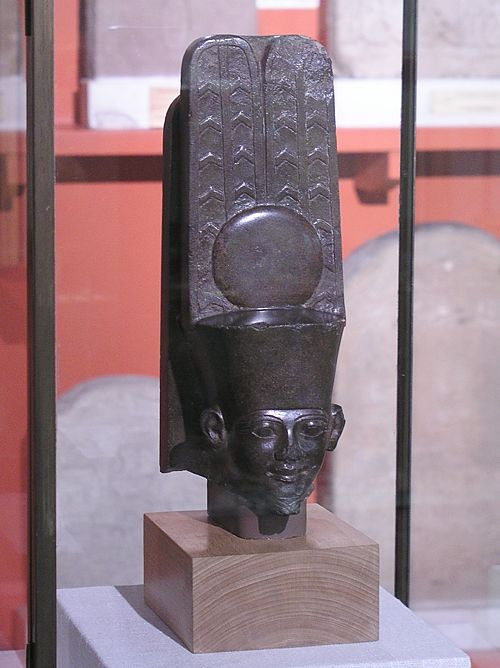
Hoofd van beeld van god Amon met cartouche van farao Tantamani (achterkant) Ashmolean Museum
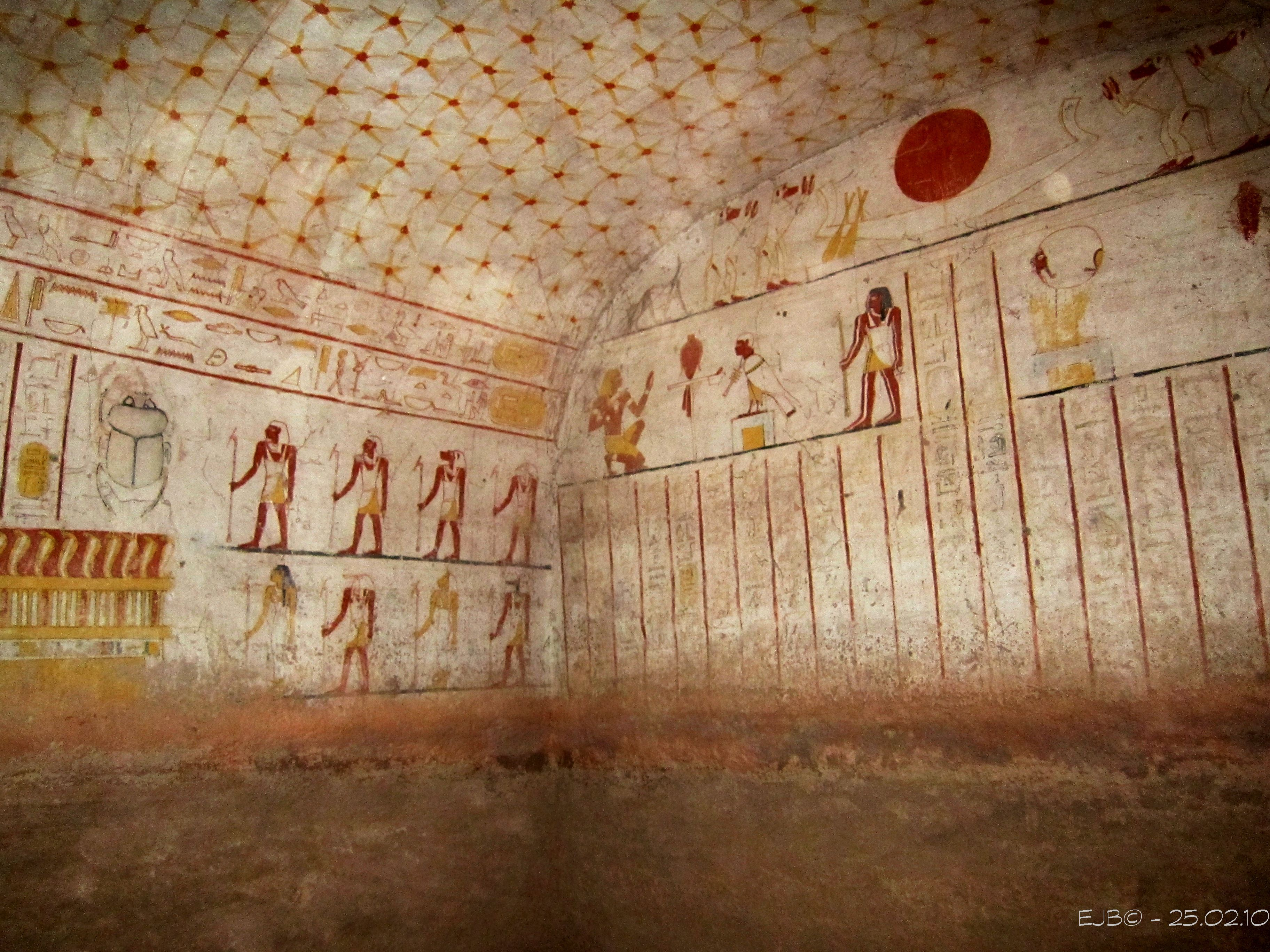
grafkamer